# ESP Guitar Company

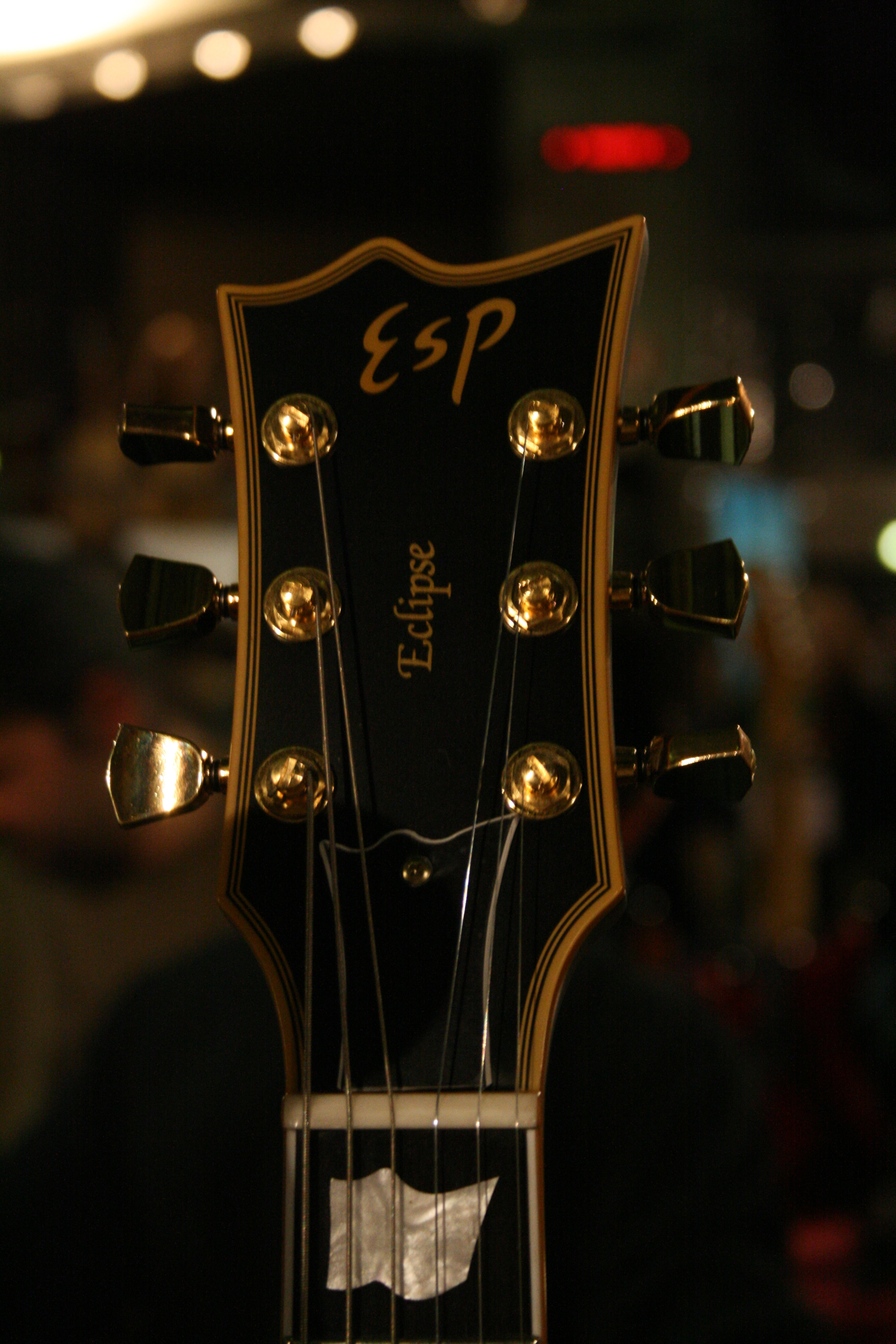
ESP neck

ESP Guitar Company (Electric Sound Products) – firma zajmująca się produkcją gitar elektrycznych oraz basowych. Jej główna filia została otwarta w Tokio w 1977 roku. Druga filia została otwarta pod koniec lat osiemdziesiątych w North Hollywood w Kalifornii. Produkuje instrumenty światowej klasy, z jej usług korzystają głównie muzycy grający muzykę heavymetalową.
Użytkownikami gitar ESP są m.in. tacy muzycy jak: George Lynch (Lynch Mob, Dokken), Kirk Hammett i James Hetfield (Metallica), Gus G (Ozzy Osbourne, Firewind), Jeff Hanneman i Tom Araya (Slayer), Nergal, Seth i Orion (Behemoth), Alexi Laiho (Children of Bodom), Max Cavalera (Soulfly, Cavalera Conspiracy), Richard Z. Kruspe (Rammstein), Willie Adler (Lamb of God), Thomas Youngblood (Kamelot) oraz Wayne Static (Static-X) i Michael Paget (Bullet for My Valentine), Richie Sambora, Todd Jones.

## Serie produktów
| Gitary elektryczne - ESP E-II Guitars - ESP Original Guitars - ESP USA Guitars - LTD Graphic Series Guitars - LTD Guitars - ESP Signature Series Guitars | Gitary basowe - ESP E-II Basses - ESP Original Basses - LTD Basses - ESP Signature Series Basses |